# Géraudot
Géraudot – miejscowość i gmina we Francji, w regionie Grand Est, w departamencie Aube, położone nad jeziorem Lac d'Orient.
Według danych na rok 1990 gminę zamieszkiwały 274 osoby, a gęstość zaludnienia wynosiła 16 osób/km².

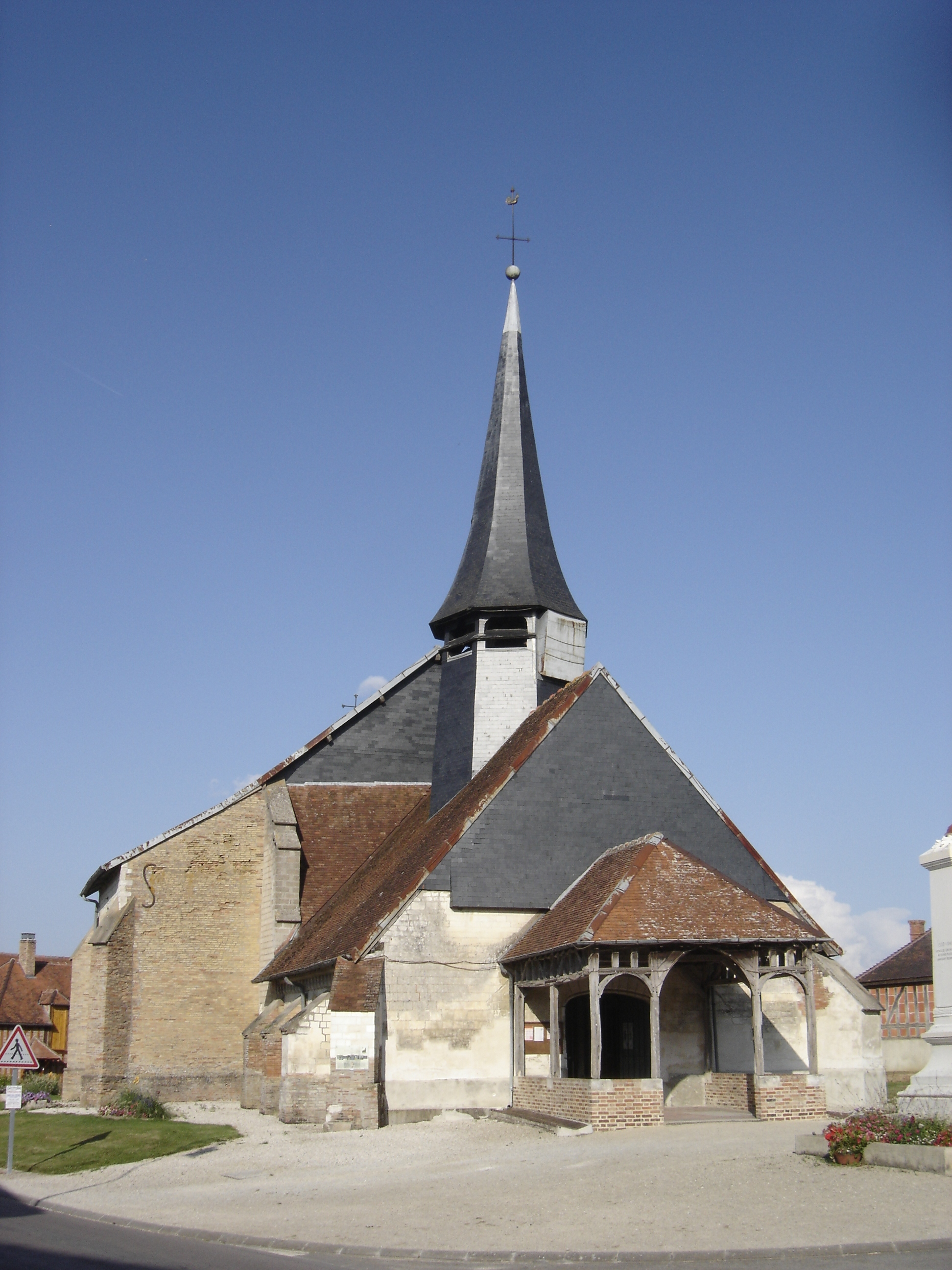
Kościół w Géraudot, 2009